# 황정산
황정산(黃庭山)은 대한민국 충청북도 단양군 대강면 황정리에 있는 한국의 화강암 산이다. 맞은편에 도락산이 있다.

## 같이 보기
- 한국의 산
- 단양군의 지질
- 한국의 화강암